# Łukasz Małek
Łukasz Andrzej Małek – polski kardiolog, profesor nauk medycznych, pracujący w Katedrze Pielęgniarstwa Wydziału Rehabilitacji Akademii Wychowania Fizycznego Józefa Piłsudskiego w Warszawie.

## Życiorys
W 2006 r. ukończył studia medyczne w Akademii Medycznej w Warszawie, w 2009 r. obronił pracę doktorską pt. Reaktywność płytek krwi i krwawienia wewnątrzszpitalne u chorych z ostrymi zespołami wieńcowymi i upośledzoną czynnością nerek (promotor: Zofia Bilińska), a w 2014 r. habilitował się na podstawie pracy zatytułowanej Zastosowanie rezonansu magnetycznego w wybranych chorobach sercowo-naczyniowych. 14 lutego 2021 uzyskał tytuł profesora nauk medycznych. 
Pracuje na stanowisku profesora w Katedrze Pielęgniarstwa na Wydziału Rehabilitacji Akademii Wychowania Fizycznego Józefa Piłsudskiego w Warszawie.